# Сельское поселение Зайцева Речка
Се́льское поселе́ние Зайцева Речка — муниципальное образование в Нижневартовском районе Ханты-Мансийского автономного округа Российской Федерации.
Административный центр — посёлок Зайцева Речка.

## История
Статус и границы сельского поселения установлены Законом Ханты-Мансийского автономного округа - Югры от 25 ноября 2004 года № 63-оз «О статусе и границах муниципальных образований Ханты-Мансийского автономного округа - Югры»

## Население
| 2010 | 2012 | 2013 | 2014 | 2015 | 2016 | 2017 |
| ---- | ---- | ---- | ---- | ---- | ---- | ---- |
| 703  | ↘676 | ↘643 | ↘610 | ↘592 | ↘565 | ↗569 |
| 2018 | 2019 | 2020 | 2021 |      |      |      |
| ↗667 | ↗669 | ↘647 | ↗800 |      |      |      |

## Состав сельского поселения
| № | Населённый пункт | Тип населённого пункта          | Население |
| - | ---------------- | ------------------------------- | --------- |
| 1 | Зайцева Речка    | посёлок, административный центр | ↗800      |